# Франьич, Бартол
Ба́ртол Фра́ньич (хорв. Bartol Franjić; род. 14 января 2000, Загреб) — хорватский футболист, полузащитник клуба «Вольфсбург», выступающий на правах аренды за клуб «Венеция».

## Клубная карьера
Франьич — воспитанник клуба «Динамо» из своего родного города. После удачного выступления за юношеские команды Бартол был включён в заявку «дубля». 17 июня 2020 года в матче против «Славен Белупо» он дебютировал в чемпионате Хорватии. 10 августа 2021 года в отборочном поединке Лиги чемпионов против варшавской «Легии» Бартол забил свой первый гол за «Динамо». В составе клуба он дважды выиграл чемпионат и завоевал Кубок Хорватии.
Летом 2022 года Франьич перешёл в немецкий «Вольфсбург», подписав контракт на 5 лет. Сумма трансфера составила 7,5 млн. евро. 3 сентября в матче против «Кёльна» он дебютировал в Бундеслиге.

## Международная карьера
В 2017 году в составе юношеской сборной Хорватии Франьич принял участие в домашнем молодёжном чемпионате Европы. На турнире он сыграл в матчах против команд Италии, Турции и Испании.
В 2021 году в составе молодёжной сборной Хорватии Франьич принял участие в молодёжном чемпионате Европы в Венгрии и Словении. На турнире он сыграл в матчах против команд Испании, Португалии, Швейцарии и Англии. В поединке против швейцарцев Бартол забил гол.

## Достижения
«Динамо» (Загреб)
- Чемпион Хорватии (2): 2020/21, 2021/22
- Обладатель Кубка Хорватии: 2020/21

«Шахтёр» (Донецк)
- Бронзовый призёр чемпионата Украины: 2024/25
- Обладатель Кубка Украины: 2024/25